# U-Bahnhof Rathaus Reinickendorf

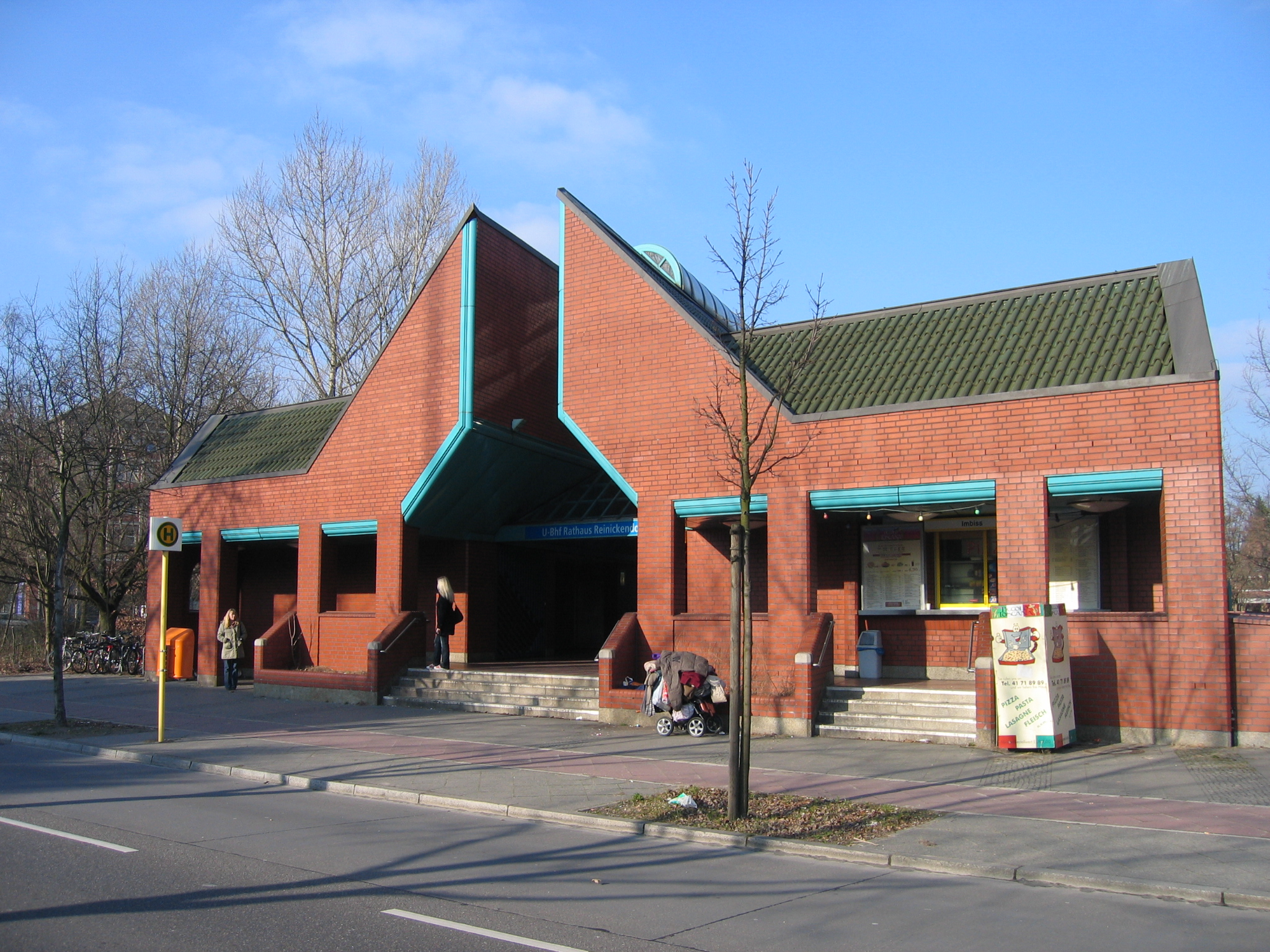
Südlicher Bahnhofseingang in der Straße Am Nordgraben

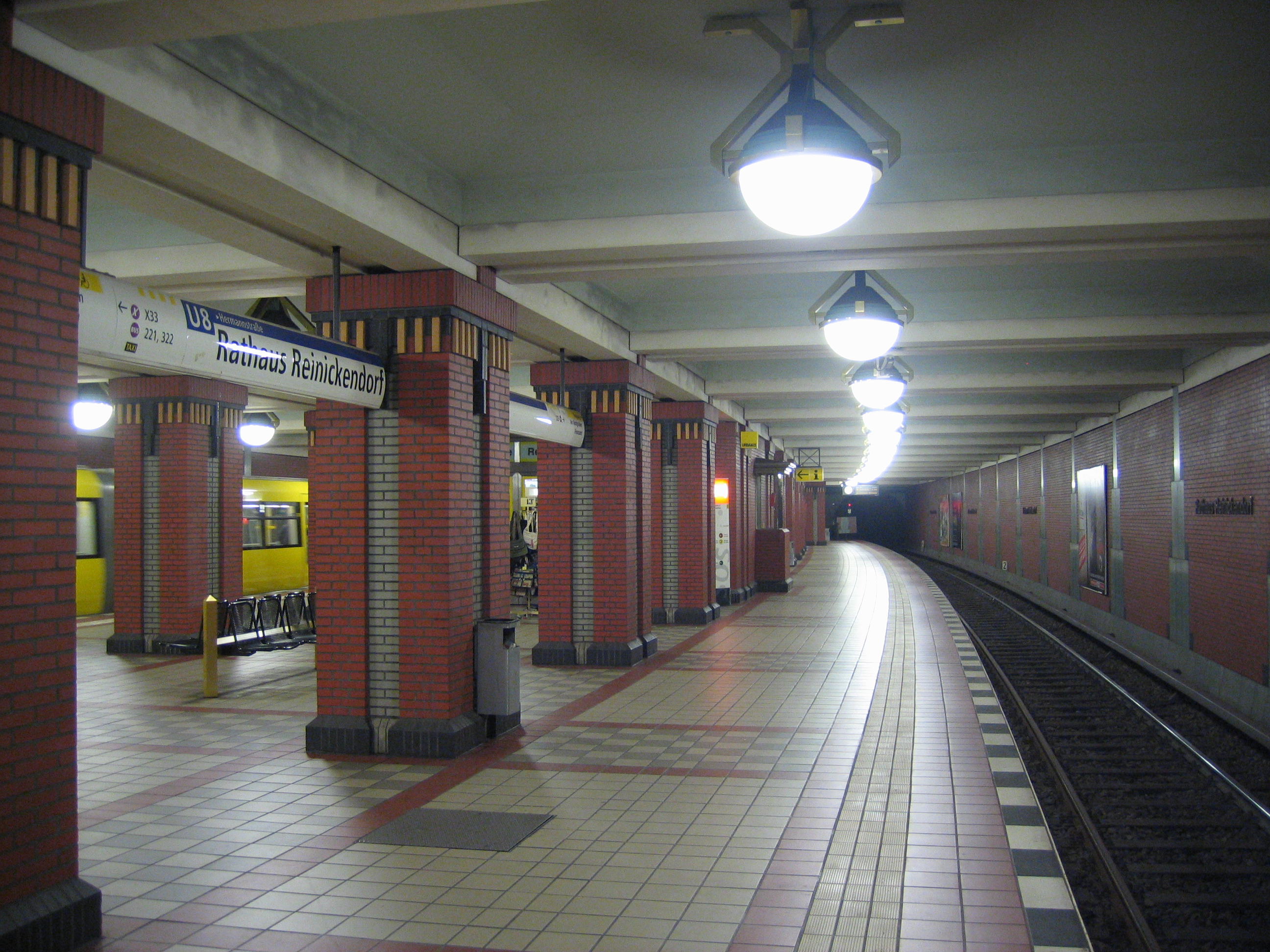
Bahnsteig

Der U-Bahnhof Rathaus Reinickendorf (ⓘ) ist eine Station der Linie U8 der Berliner U-Bahn und wurde am 29. September 1994 im Zuge der Nordverlängerung der U8 nach Wittenau eröffnet.
Der Bahnhof, der im Bahnhofsverzeichnis der BVG mit RR bezeichnet wird, hat sowohl Stein- und Fahrtreppen als auch einen Aufzug, sodass er barrierefrei ist. Die Station ist 1207 Meter vom Bahnhof Karl-Bonhoeffer-Nervenklinik sowie 1101 Meter vom Bahnhof Wittenau entfernt. Das namensgebende Rathaus Reinickendorf befindet sich westlich gegenüber dem Nordzugang am Eichborndamm.
Der Mittelbahnsteig des Bahnhofs hat Ausgänge an beiden Bahnsteigenden, die jeweils in Vorhallen führen. Der südliche Ausgang ist eine Besonderheit: Er verfügt über eine oberirdische Vorhalle, die sich brückenartig über dem Nordgraben befindet. Rote Klinker zieren die Wände in der Bahnsteighalle, Natursteinblöcke lockern sie auf. Die Mittelstützen sind rot, weiß und schwarz sowie im Kapitell gelb. Wie auch die anderen 1994 eröffneten Bahnhöfe der Linie U8 wurde diese Station nach einem Entwurf von Rainer G. Rümmler errichtet.

## Anbindung
| Linie | Verlauf |
| ----- | --- |
|       | Wittenau (Wilhelmsruher Damm) – Rathaus Reinickendorf – Karl-Bonhoeffer-Nervenklinik – Lindauer Allee – Paracelsus-Bad – Residenzstraße – Franz-Neumann-Platz (Am Schäfersee) – Osloer Straße – Pankstraße – Gesundbrunnen – Voltastraße – Bernauer Straße – Rosenthaler Platz – Weinmeisterstraße – Alexanderplatz – Jannowitzbrücke – Heinrich-Heine-Straße – Moritzplatz – Kottbusser Tor – Schönleinstraße – Hermannplatz – Boddinstraße – Leinestraße – Hermannstraße |

Am U-Bahnhof bestehen Umsteigemöglichkeiten zu den Omnibuslinien X33, 220, 221 und 322 der BVG.